# 末永蒼生
末永 蒼生（すえなが あきお、1944年 - ）は、日本出身のアーティスト・美術教育家。講座「色彩学校」主宰。

## 略歴
1944年に東京都で生まれ、長崎県で育つ。60年代よりアートグループ「視覚」や「告陰」など結成。日本の前衛芸術やカウンターカルチャーの運動にも深く関わった。美術活動のかたわら「日本児童画研究会」に参加。「子どものアトリエ」を開設し、色彩心理に基づいた無意識の研究に取り組む。70年代からは大人対象のワークショップを試み、講座「色彩学校」を主宰。近年は東日本大震災の被災者のためにボランティア・グループをつくり、アートセラピーによる心のケアの支援を行っている。

## 著書
- 「ウルトラ・トリップ」長髪世代の証言! 1971 大陸書房
- 「生きのびるためのコミューン」幻覚宇宙そして生活革命 1973 三一書房
- 「色彩自由自在」1988/07 晶文社
- 「青の時代へ」1991/04 ブロンズ新社
- 「色彩心理の世界」1998/11 PHP研究所
- 「自分を活かす色、癒す色」1998/11 東洋経済新聞社
- 「精神分析学がわかる。」AERA Mook 43 共著 1998/11 朝日新聞社
- 「心を元気にする色彩セラピー」2001/01 PHP研究所
- 「色彩記憶」2002/05 PHP研究所
- 「自分力を高める色彩心理レッスン」2005/05 ナツメ社
- 「クレヨン先生と子どもたち」2006/9 ソフトバンククリエイティブ
- 「絵が伝える子どもの心とSOS」2010/02 講談社